# 5. Kongres Stanów Zjednoczonych
5. Kongres Stanów Zjednoczonych – piąta kadencja amerykańskiej federalnej władzy ustawodawczej trwająca od 4 marca 1797 roku do 3 marca 1799 roku. W skład Kongresu Stanów Zjednoczonych wchodzą dwie izby: Senat Stanów Zjednoczonych oraz Izba Reprezentantów Stanów Zjednoczonych.

## Posiedzenia
Podczas 5. Kongresu Stanów Zjednoczonych miały miejsce dwa specjalne oraz trzy zwyczajne posiedzenia.
- Pierwsze specjalne jednodniowe posiedzenie miało miejsce 4 marca 1797 roku.
- Pierwsze zwyczajne posiedzenie trwało od 15 maja 1797 roku do 10 lipca 1797 roku.
- Drugie zwyczajne posiedzenie trwało od 13 listopada 1797 roku do 16 lipca 1798 roku.
- Drugie specjalne posiedzenie odbyło się od 17 lipca 1798 roku do 19 lipca 1798 roku.
- Trzecie zwyczajne posiedzenie trwało od 3 grudnia 1798 roku do 3 marca 1799 roku.

Wszystkie posiedzenia odbyły się w Filadelfii.

## Senat Stanów Zjednoczonych
Podczas tej kadencji do Senatu wybierano senatorów 1. klasy. Senatorzy 2. klasy byli wybrani wcześniej w wyborach do 3. kadencji Kongresu, zaś senatorzy 3. klasy w wyborach do 4. kadencji Kongresu.
Funkcję przewodniczącego pro tempore Senatu pełnili kolejno William Bradford reprezentujący stan Rhode Island, Jacob Read reprezentujący stan Karolina Południowa, Theodore Sedgwick reprezentujący stan Massachusetts, John Laurance reprezentujący stan Nowy Jork oraz James Ross reprezentujący stan Pensylwania.

### Skład Senatu
| Stan                | Klasa | Senator                | Uwagi                                                              |
| ------------------- | ----- | ---------------------- | ------------------------------------------------------------------ |
| Connecticut         | 1     | James Hillhouse        |                                                                    |
| Connecticut         | 3     | Uriah Tracy            |                                                                    |
| Delaware            | 1     | Henry Latimer          |                                                                    |
| Delaware            | 2     | John Vining            | Zrezygnował 19 stycznia 1798 roku.                                 |
| Delaware            | 2     | Joshua Clayton         | Objął urząd 19 lutego 1798 roku. Zmarł 11 sierpnia 1798 roku.      |
| Delaware            | 2     | William Hill Wells     | Objął urząd 4 lutego 1799 roku.                                    |
| Georgia             | 2     | Josiah Tattnall        |                                                                    |
| Georgia             | 3     | James Gunn             |                                                                    |
| Karolina Południowa | 2     | John Hunter            | Zrezygnował 26 listopada 1798 roku.                                |
| Karolina Południowa | 2     | Charles Pinckney       | Objął urząd 16 lutego 1799 roku.                                   |
| Karolina Południowa | 3     | Jacob Read             |                                                                    |
| Kentucky            | 2     | John Brown             |                                                                    |
| Kentucky            | 3     | Humphrey Marshall      |                                                                    |
| Karolina Północna   | 2     | Alexander Martin       |                                                                    |
| Karolina Północna   | 3     | Timothy Bloodworth     |                                                                    |
| Maryland            | 1     | John Eager Howard      |                                                                    |
| Maryland            | 3     | John Henry             | Zrezygnował 10 grudnia 1797 roku.                                  |
| Maryland            | 3     | James Lloyd            | Objął urząd 11 stycznia 1798 roku.                                 |
| Massachusetts       | 1     | Benjamin Goodhue       |                                                                    |
| Massachusetts       | 2     | Theodore Sedgwick      |                                                                    |
| New Hampshire       | 2     | Samuel Livermore       |                                                                    |
| New Hampshire       | 3     | John Langdon           |                                                                    |
| New Jersey          | 1     | John Rutherfurd        | Zrezygnował 26 listopada 1798 roku.                                |
| New Jersey          | 1     | Franklin Davenport     | Objął urząd 19 grudnia 1798 roku.                                  |
| New Jersey          | 2     | Richard Stockton       |                                                                    |
| Nowy Jork           | 1     | Philip John Schuyler   | Zrezygnował 3 stycznia 1798 roku.                                  |
| Nowy Jork           | 1     | John Sloss Hobart      | Objął urząd 2 lutego 1798 roku. Zrezygnował 16 kwietnia 1798 roku. |
| Nowy Jork           | 1     | William North          | Objął urząd 21 maja 1798 roku.                                     |
| Nowy Jork           | 1     | James Watson           | Objął urząd 11 grudnia 1798 roku.                                  |
| Nowy Jork           | 3     | John Laurance          |                                                                    |
| Pensylwania         | 1     | James Ross             |                                                                    |
| Pensylwania         | 3     | William Bingham        |                                                                    |
| Rhode Island        | 1     | Theodore Foster        |                                                                    |
| Rhode Island        | 2     | William Bradford       | Ustąpił w październiku 1797 roku.                                  |
| Rhode Island        | 2     | Ray Greene             | Objął urząd 22 listopada 1797 roku.                                |
| Tennessee           | 1     | William Cocke          | Objął urząd 15 maja 1797 roku.                                     |
| Tennessee           | 1     | Andrew Jackson         | Objął urząd 22 listopada 1797 roku. Ustąpił w kwietniu 1798 roku.  |
| Tennessee           | 1     | Daniel Smith           | Objął urząd 6 grudnia 1798 roku.                                   |
| Tennessee           | 2     | William Blount         | Dyscyplinarnie pozbawiony urzędu 8 lipca 1797 roku.                |
| Tennessee           | 2     | Joseph Inslee Anderson | Objął urząd 22 listopada 1797 roku.                                |
| Vermont             | 1     | Isaac Tichenor         | Zrezygnował 17 października 1797 roku.                             |
| Vermont             | 1     | Nathaniel Chipman      | Objął urząd 22 listopada 1797 roku.                                |
| Vermont             | 3     | Elijah Paine           |                                                                    |
| Wirginia            | 1     | Stevens Thomson Mason  |                                                                    |
| Wirginia            | 2     | Henry Tazewell         | Zmarł 24 stycznia 1799 roku.                                       |

## Izba Reprezentantów Stanów Zjednoczonych
Spikerem Izby Reprezentantów 15 maja 1797 roku został wybrany ponownie Jonathan Dayton reprezentujący stan New Jersey.